# Glow (biblioteca)
Glow es una biblioteca JavaScript de código abierto creada por la BBC.
Su desarrollo empezó en el año 2007 y fue lanzada bajo la licencia Apache en julio de 2009.

## Características
- Manipulación del DOM, manejo de eventos, animaciones, etc.
- Un conjunto versátil de widgets
- Extensa y clara documentación
- Conformidad con la norma de navegación de la BBC

## Historial de versines
| Versión | Fecha de lanzamiento | Descripción                                                     |
| ------- | -------------------- | --------------------------------------------------------------- |
| 1.5     | 25 de julio de 2009  | Primer lanzamiento candidato a versión de código abierto        |
| 1.4     | 17.04.09             | Añadido editor y el widget Timetable                            |
| 1.3     | 24.02.09             | Actualizado el soporte para Carousel e IE8                      |
| 1.2     | 08.01.09             | Añadidolos widgets AutoSuggest, AutoComplete, Carousel y Slider |
| 1.1     | 24.10.08             | Añadida validación y Flash embebido                             |
| 1.0     | 22.08.08             | Numerosas nuevas características, mejoras y bug solucionados.   |